# Communauté de communes Seine Fontaine Beauregard
La Communauté de communes Fontaine Beauregard est une ancienne communauté de communes française, située dans le département de l'Aube, région Grand Est.

## Historique
- La Communauté de communes Seine Fontaine Beauregard a été constituée le 30 décembre 2010.
- Elle fusionne avec la communauté de communes de Plancy-l'Abbaye pour former la communauté de communes Seine et Aube le 1er janvier 2017.

## Composition
Elle était composée des dix-sept communes suivantes :
| Nom                   | Code Insee | Gentilé           | Superficie (km2) | Population (dernière pop. légale) | Densité (hab./km2) |
| --------------------- | ---------- | ----------------- | ---------------- | --------------------------------- | ------------------ |
| Saint-Mesmin (siège)  | 10353      | Saint-Mesminois   | 16,15            | 842 (2014)                        | 52                 |
| Chapelle-Vallon       | 10082      | Chapelats         | 19,24            | 247 (2014)                        | 13                 |
| Châtres               | 10089      | Châtriots         | 15,76            | 709 (2014)                        | 45                 |
| Chauchigny            | 10090      | Chauchignats      | 9,72             | 260 (2014)                        | 27                 |
| Droupt-Saint-Basle    | 10131      | Braleux           | 18,61            | 353 (2014)                        | 19                 |
| Droupt-Sainte-Marie   | 10132      | Drouillons        | 14,40            | 232 (2014)                        | 16                 |
| Étrelles-sur-Aube     | 10144      | Étrellois         | 10,43            | 154 (2014)                        | 15                 |
| Fontaine-les-Grès     | 10151      | Fontainats        | 12,16            | 867 (2014)                        | 71                 |
| Les Grandes-Chapelles | 10166      | Grands-Chapellats | 22,10            | 394 (2014)                        | 18                 |
| Longueville-sur-Aube  | 10207      | Oingres           | 11,64            | 126 (2014)                        | 11                 |
| Méry-sur-Seine        | 10233      | Méryciens         | 12,42            | 1 479 (2014)                      | 119                |
| Mesgrigny             | 10234      | Mesgrignons       | 7,27             | 306 (2014)                        | 42                 |
| Prémierfait           | 10305      | Bitards           | 14,79            | 98 (2014)                         | 6,6                |
| Rilly-Sainte-Syre     | 10320      | Quenetons         | 14,16            | 231 (2014)                        | 16                 |
| Saint-Oulph           | 10356      | Saint-Oulphiens   | 10,94            | 265 (2014)                        | 24                 |
| Savières              | 10368      | Saviotins         | 18,54            | 1 028 (2014)                      | 55                 |
| Vallant-Saint-Georges | 10392      | Valentins         | 17,86            | 375 (2014)                        | 21                 |

## Liste des présidents
| Période | Période       | Identité        | Étiquette | Qualité |
| ------- | ------------- | --------------- | --------- | ------- |
| 2011    | 2014          | Lionel Chrétien |           |         |
| 2014    | décembre 2016 | Evelyne Briguet |           |         |